# Scott Adams
Scott Adams (Windham, Nueva York, 8 de junio de 1957) es un dibujante y autor de la tira diaria Dilbert.

## Biografía
Adams se licenció en Ciencias Económicas en Hartwick College, en Oneonta, Nueva York, y obtuvo un MBA en la Universidad de California en Berkeley. Después de haber pasado años trabajando para el Crocker National Bank y nueve años para Pacific Bell, Adams decidió lanzarse al mundo de los cartoon syndicates, enviando sus tiras en el año 1988. 
Mantuvo su trabajo en Pacific Bell hasta 1995. 
Ha publicado varios libros, entre ellos El Principio de Dilbert.
Ahora trabaja para "The Courier-Journal Newspaper" de Louisville, Kentucky. 
Él también es el gerente de Scott Adams Foods, Inc., creadores del Dilberito & Protein Chef, y copropietario del "Stacey's Café" en Pleasanton, California.
Adams hizo incluso una aparición en la serie Babylon 5  en el episodio de la temporada 4 "Moments of Transition" como personaje llamado Mr. Adams, quien contrata al jefe de seguridad Michael Garibaldi para que encuentre a su perro.
Es miembro de la Academia Internacional de las Ciencias y Artes Digitales.
Desde finales de 2004 sufre una recaída del síndrome de distonía focal, lo que ha afectado a su capacidad de dibujar. Puede engañar a su cerebro usando una tableta gráfica para dibujar.
Desde 2018 transmitía un podcast a través de la plataforma YouTube. En 2020 el propio servicio eliminó el episodio N.º 1213 titulado "Biden COVID Plan, Swalwell's Chinese Spy, Pelosi Still a Steaming Pile". Tras ello YouTube escribió en un correo electrónico a Adams diciendo que el episodio violó sus pautas relacionadas con la "política de spam, prácticas engañosas y estafas" en relación con un anuncio de moderación de contenido por las elecciones[cita requerida].
En febrero de 2023 cientos de periódicos cancelaron Dilbert después de que Adams hiciera comentarios racistas llamando a los negros que se oponían al lema "it's okay to be white"(Está bien ser blanco), un "grupo de odio", sobre lo cual "no había solución" y "lo mejor es alejarse". Andrews McMeel, la empresa que había estado distribuyendo Dilbert, anunció que rompería su relación con Adams, al igual que su editor, la división Portfolio de Penguin Random House.

## Premios
Adams ha recibido muchos premios en reconocimiento a su trabajo, incluyendo el National Cartoonist Society, el Reuben Award, el Newspaper Comic Strip Award en 1997 por su trabajo en Dilbert. También ha ascendido en el "Suntop Media & European Foundation for Management Development" (EFMD) del 50 pensadores más influyentes en los directivos quedando en el puesto 31.º en el año 2001, 27.º en 2003, y 12.º en 2005.